# Juana Pabla Carrillo

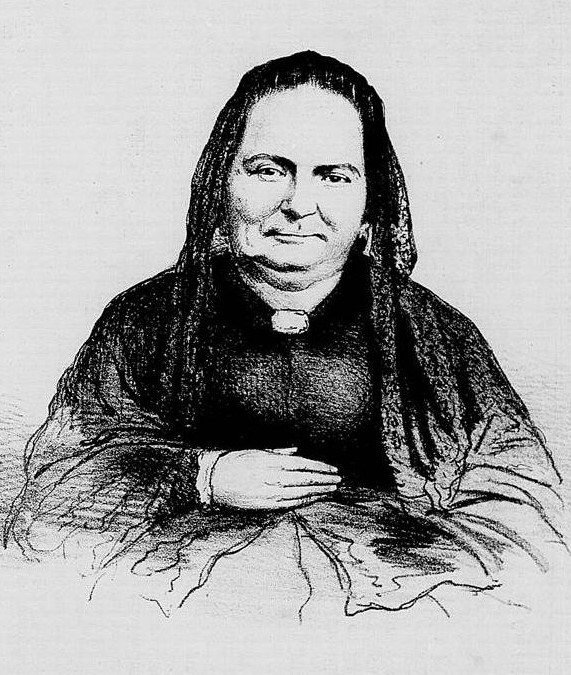
Juana Pabla Carrillo

Juana Paula Carrillo Viana (Assunção, 24 de junho de 1807 – Assunção, 12 de julho de 1871) foi uma primeira-dama paraguaia, mais conhecida por ter sido esposa do primeiro presidente constitucional de seu país, Carlos Antonio López, e mãe do sucessor deste último, Francisco Solano López.